# Drugi dom
Drugi dom – dom lub lokal mieszkalny znajdujący się zwykle na terenie wypoczynkowym (górskim, nadmorskim, nadjeziornym) lub atrakcyjnym turystycznie. 
W Stanach Zjednoczonych używana jest nazwa second home, w Wielkiej Brytanii częściej spotkać można określenie holiday home. W Polsce funkcjonuje też nazwa „mieszkanie wakacyjne”.
Drugi dom zazwyczaj wykorzystywany jest przez właściciela dla zaspokojenia potrzeb rekreacyjnych jego i rodziny albo przyjaciół. Może być traktowany również jako inwestycja, gdy przynosi dodatkowy dochód – wiele osób jest zainteresowanych wynajmem tego typu domów lub mieszkań na czas urlopu, między innymi ze względu na niższe w stosunku do pobytu hotelowego koszty lub wygodę użytkowania przez rodzinę. Wynajem może być realizowany indywidualnie przez właściciela, często za pośrednictwem platform internetowych, lub przez profesjonalnego operatora, na przykład w ramach systemu condohoteli.
Różne formy realizacji potrzeby „drugich domów” materializują się przede głównie na obszarach wiejskich, silnie oddziałując na strukturę ich przestrzeni, jej zagospodarowanie oraz na stosunki społeczno-gospodarcze. W strefach koncentracji tej formy funkcjonowania mieszkańców miast na wsi dochodzi do istotnych zmian w krajobrazie, gospodarce i warstwie społeczno-kulturowej. „Drugie domy” stanowią niewątpliwie szansę rozwoju wsi (głównie w aspekcie ekonomicznym), ale powodować też mogą niekorzystne zmiany w środowisku przyrodniczym i krajobrazie wiejskim. W artykule prześledzono ewolucję poglądów na temat zjawiska „drugich domów” oraz znaczenia tego procesu dla rozwoju obszarów wiejskich (w sferze ekonomicznej, społecznej i przyrodniczej)
Drugie domy stają się w wielu krajach coraz popularniejsze i coraz więcej osób buduje lub kupuje w tym celu nowe lokale. Powstał niszowy segment rynku nieruchomości związany z tego typu inwestycjami. Udział mieszkań tego typu w ogólnej liczbie mieszkań we Francji to 10%, w Stanach Zjednoczonych 3,09%. W ostatnich latach projekty condohotelowe realizowane w Polsce dostarczały na rynek blisko 1000 lokali rocznie – głównie w pasie nadmorskim, w górach i rejonie jezior mazurskich.